# Bacopa Verlag

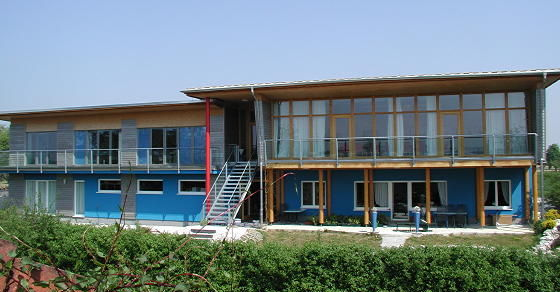
Das Bacopa-Haus (Verlag, Bildungszentrum und Versand)

Der Bacopa Verlag ist ein 1995 gegründeter österreichischer Buchverlag mit Sitz in Schiedlberg (Oberösterreich).

## Über den Verlag

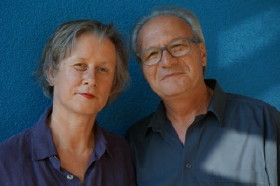
Regina und Walter Fehlinger

Der Verlag wurde von Walter Fehlinger und seiner Frau Regina gegründet und sieht sich als Vermittler von Wissen, Ideen, Lebensweisen und Philosophien zwischen der westlichen und der östlichen Welt. Die Bezeichnung „Bacopa“ kommt aus dem Guyanesischen und bedeutet „Fettblatt“. 
Das Programm des Verlages umfasst die Themenbereiche Komplementärmedizin, Geschichte, Philosophie und Lyrik. Der Schwerpunkt liegt auf dem Gebiet der Traditionellen Chinesischen Medizin (TCM) und der Traditionellen Europäischen Naturheilkunde. Das Programm enthält außerdem Sachbücher, Literatur und Lyrik aus und über China. Im Jahr 2015 übernahm der Bacopa Verlag die Restbestände des Heiderhoff Verlages.
Das Verlagsprogramm umfasst aktuell (Stand 2021) über 300 Titel von 430 Autoren aus 24 Ländern.
Verlagsleiter Walter Fehlinger wurde 2019 mit der Arthur-von-Rosthorn-Medaille ausgezeichnet.

## Autoren (Auswahl)
- Gotthard de Beauclair
- Ulrich Bergmann
- Hans Christoph Buch
- Matthias Buth
- Doris Distelmaier-Haas
- Ivan Diviš
- Rita Dove
- Achim Eckert
- Daniel Grolle
- Alexandra Gusetti
- Olav H. Hauge
- Raimund Jakesz
- Gerd Kaminski
- Lothar Klünner
- Olly Komenda-Soentgerath
- Urszula Kozioł
- Karl Krolow
- Wolfgang Kubin
- Johannes Kühn
- Dieter Leisegang
- Monika Littau
- Claudia Müller-Ebeling
- Walter Neumann
- Helmuth A. Niederle
- Wulf Noll
- Heinz Piontek
- Christian Rätsch
- Jannis Ritsos
- Erich Wolfgang Skwara
- Ludwig Steinherr
- Karl Vennberg
- Christoph von Wolzogen